# Knivsta socken
Knivsta socken i Uppland ingick i Ärlinghundra härad, ingår sedan 2003 i Knivsta kommun i Uppsala län och motsvarar från 2016 Knivsta distrikt.
Socknens areal är 44,03 kvadratkilometer, varav 41,88 land. År 2000 fanns här 7 757 invånare. Noors slott, tätorten Knivsta med Sankta Birgittakyrkan samt sockenkyrkan Knivsta gamla kyrka ligger i socknen. 

## Administrativ historik
Knivsta socken har medeltida ursprung. 
Vid kommunreformen 1862 övergick socknens ansvar för de kyrkliga frågorna till Knivsta församling och för de borgerliga frågorna till Knivsta landskommun. Landskommunen utökades 1952 och 1967, uppgick 1971 i Uppsala kommun och utbröts 2003 vid bildandet av Knivsta kommun. 1971 övergick området från Stockholms län till Uppsala län.
1 januari 2016 inrättades distriktet Knivsta, med samma omfattning som församlingen hade 1999/2000.
Socknen har tillhört län, fögderier, tingslag och domsagor enligt vad som beskrivs i artikeln Ärlinghundra härad. De indelta soldaterna tillhörde Upplands regemente, Hundra Härads kompani och Sigtuna kompani, samt Livregementets dragonkår, Livskvadronenen.

## Geografi
Knivsta socken ligger söder om Uppsala med sjön Valloxen i norr. Socknen är slättbygd i väster och småkuperad skogsbygd i övrigt.

## Fornlämningar
Från bronsåldern finns spridda gravrösen. Från järnåldern finns 30 gravfält och stensträngar. Sju runstenar har påträffats.

## Namnet
Namnet skrevs 1288 Knifsta och innehåller mansnamnet Knif och efterleden sta(d), 'ställe'.